# Christian Perez
Christian Perez (ur. 13 maja 1963 w Marsylii) – piłkarz francuski grający na pozycji napastnika.

## Kariera klubowa
Karierę piłkarską Perez rozpoczął w klubie Nîmes Olympique. Od sezonu 1979/1980 zaczął występować w rozgrywkach pierwszej ligi francuskiej, ale w 1981 roku spadł z Nîmes do Ligue 2. Po spadku Olympique Christian stał się podstawowym zawodnikiem zespołu i w 1984 roku powrócił z nim w szeregi Ligue 1. Jednak już w sezonie 1985/1986 zespół znów grał w drugiej lidze, a Perez należał do jej najlepszych strzelców. W 1987 roku odszedł z Nîmes i został zawodnikiem Montpellier HSC, w którym grał przez jeden sezon.
W 1988 roku Perez przeszedł do Paris Saint-Germain i w stołecznym klubie najczęściej występował w linii pomocy. W 1989 roku został z PSG wicemistrzem Francji, a jesienią tamtego roku wystąpił w Pucharze UEFA. W 1992 roku odszedł z PSG i został piłkarzem AS Monaco. W 1993 roku zajął 3. miejsce w lidze Francji, a w drugiej połowie roku wystąpił w fazie grupowej Ligi Mistrzów i z Monaco dotarł do półfinału tych rozgrywek. W 1995 roku trafił do Lille OSC, a po sezonie gry w tym klubie powrócił do Nîmes i przez rok występował w trzeciej lidze. Dotarł też z Nîmes do finału Pucharu Francji, w którym Olympique przegrało 1:2 z AJ Auxerre.
W 1996 roku Perez wyjechał do Chin. Przez dwa lata grał w barwach klubu Shanghai Shenhua. W 1997 roku wywalczył wicemistrzostwo Chin, a następnie zakończył karierę sportową.
| Sezon   | Klub                | Kraj    | Rozgrywki            | Mecze | Bramki |
| ------- | ------------------- | ------- | -------------------- | ----- | ------ |
| 1979/80 | Nîmes Olympique     | Francja | Ligue 1              | 3     | 0      |
| 1980/81 | Nîmes Olympique     | Francja | Ligue 1              | 4     | 0      |
| 1981/82 | Nîmes Olympique     | Francja | Ligue 2              | 24    | 9      |
| 1982/83 | Nîmes Olympique     | Francja | Ligue 2              | 24    | 8      |
| 1983/84 | Nîmes Olympique     | Francja | Ligue 2              | 32    | 5      |
| 1984/85 | Nîmes Olympique     | Francja | Ligue 1              | 33    | 7      |
| 1985/86 | Nîmes Olympique     | Francja | Ligue 2              | 34    | 14     |
| 1986/87 | Nîmes Olympique     | Francja | Ligue 2              | 34    | 14     |
| 1987/88 | Montpellier HSC     | Francja | Ligue 1              | 32    | 11     |
| 1988/89 | Paris Saint-Germain | Francja | Ligue 1              | 35    | 7      |
| 1989/90 | Paris Saint-Germain | Francja | Ligue 1              | 33    | 1      |
| 1990/91 | Paris Saint-Germain | Francja | Ligue 1              | 22    | 2      |
| 1991/92 | Paris Saint-Germain | Francja | Ligue 1              | 37    | 12     |
| 1992/93 | AS Monaco           | Francja | Ligue 1              | 31    | 6      |
| 1993/94 | AS Monaco           | Francja | Ligue 1              | 18    | 0      |
| 1994/95 | Lille OSC           | Francja | Ligue 1              | 21    | 0      |
| 1995/96 | Nîmes Olympique     | Francja | Championnat National | 14    | 1      |
| 1996    | Shanghai Shenhua    | Chiny   | China Jia A League   | 9     | 1      |
| 1997    | Shanghai Shenhua    | Chiny   | China Jia A League   | 7     | 1      |

## Kariera reprezentacyjna
W reprezentacji Francji Perez zadebiutował 19 listopada 1988 roku w przegranym 2:3 spotkaniu eliminacji do Mistrzostw Świata we Włoszech z Jugosławią. W 1992 roku został powołany przez selekcjonera Michela Platiniego na Euro 92. Tam wystąpił w meczach ze Szwecją (1:1), z Anglią (0:0) i z Danią (1:2). Ogółem w reprezentacji Francji rozegrał 22 mecze i zdobył dwa gole.